# 뤼슈롄
뤼슈롄(呂秀蓮, 1944년 6월 6일~ )은 타이완 출신 중화민국의 정치가이다. 제10·11대 중화민국의 부총통을 지냈다. 하카계 출신으로 1944년 타이완섬 타오위안 현에서 태어났고, 2005년부터 2006년까지 민주진보당 당주석을 지냈다.

## 역대 선거 결과
| 선거명                          | 직책명   | 선거구      | 대수 | 정당       | 득표율 | 득표수      | 결과 | 당락 |
| ------------------------------- | -------- | ----------- | ---- | ---------- | ------ | ----------- | ---- | ---- |
| 1992년 입법위원 선거            | 입법위원 | 타오위안현  | 2대  | 민주진보당 | 11.31% | 71,079표    | 2위  | 당선 |
| 1997년 타오위안 현장 재보궐선거 | 현장     | 타오위안현  | 12대 | 민주진보당 | 55.31% | 324,074표   | 1위  | 당선 |
| 1997년 지방 선거                | 현장     | 타오위안현  | 13대 | 민주진보당 | 56.20% | 375,500표   | 1위  | 당선 |
| 2000년 총통 선거                | 부총통   | 타이완 지구 | 10대 | 민주진보당 | 39.30% | 4,977,697표 | 1위  | 당선 |
| 2004년 총통 선거                | 부총통   | 타이완 지구 | 11대 | 민주진보당 | 50.11% | 6,471,970표 | 1위  | 당선 |

## 같이 보기
- 중화민국의 부총통

| 전임 롄잔 | 제10·11대 타이완 부총통 2000년 5월 20일 ~ 2008년 5월 20일 | 후임 샤오완창 |